# Хотогор (Иркутская область)
Хотогор (бур. Хотогор) — деревня в Баяндаевском районе Иркутской области России. Входит в состав муниципального образования «Хогот».

## Этимология
Название происходит от бурятского хотогор — «косогор». Данное название соответствует физико-географическим характеристикам местности.

## География
Деревня находится на расстоянии примерно 38 км к северо-востоку от села Баяндай, административного центра района.

## Население
| 2002 | 2010 | 2011 | 2012 |
| ---- | ---- | ---- | ---- |
| 12   | ↗18  | →18  | ↘17  |

### Половой состав
По данным Всероссийской переписи, в 2010 году в деревне проживало 18 человек (8 мужчин и 10 женщин).